# 陈晓漫
陈晓漫（1954年8月—），男，安徽安庆人，中国数学学者，曾任复旦大学常务副校长。现任复旦大学教授、博士生导师。专于对泛函分析的研究。

## 生平
1982年2月毕业于复旦大学数学系。1986年在复旦大学数学研究所获理学博士学位，之后留所工作。1989年至1990年，在美国纽约州立大学石溪分校数学系从事博士后研究工作。1997年6月，担任复旦大学数学研究所副所长。1999年7月，担任复旦大学科技处处长。2003年4月，兼任复旦大学校长助理。2005年3月，任复旦大学副校长。曾任美国范德堡大学及科罗拉多大学波多分校访问教授。2011年5月至2015年7月，任复旦大学常务副校长。2015年至今，任绿地控股集团股份有限公司独立董事，科大智能科技股份有限公司独立董事，中饮巴比食品股份有限公司独立董事。

## 奖项
曾获教育部科技进步二等奖、首届苏步青数学奖、上海市科技进步一等奖等。